# Sorin Toma
Sorin Toma (n. 10 mai 1914, București - d. 8 martie 2016, Tel Aviv) a fost un ziarist evreu, născut în România, fost comunist. A fost fiul academicianului Alexandru Toma (numele real Solomon Moscovici).

## Biografie

### Anii de studii
În perioada 1931-1937 a urmat cursurile Școlii politehnice și ale Facultății de matematică din București, fiind absolvent al facultăților de Matematică și de Limbă și literatură franceză din București.

### U.R.S.S.
Între 1938-1940 a activat în armata română ca ofițer concentrat, după care a trecut în U.R.S.S., unde până în 1941 a lucrat la o editură în limbi străine din Moscova, ulterior fiind încadrat ca ofițer al Armatei sovietice.
A revenit în România cu divizia de voluntari români, foști prizonieri "Horia, Cloșca și Crișan", iar în perioada 1945-1946 a funcționat ca ofițer-ziarist în cadrul Armatei române.

### Înapoi în România
Sorin Toma a fost deputat în Marea Adunare Națională în legislaturile 1952 - 1957 și 1957 - 1961. În perioada 1955 - 1960, Sorin Toma a fost membru CC al PMR. 
În perioada 1947-1960 a fost redactor-șef al ziarului Scînteia. A publicat un faimos articol care avea drept scop delegitimarea scriitorului Tudor Arghezi, în Scînteia din 5, 7, 9 și 10 ianuarie 1947: "Poezia putrefacției sau putrefacția poeziei. Răsfoind volumele lui T. Arghezi." Iată câteva fragmente din articol:
Dl. Arghezi scrie pentru burghezie. D-sa scrie pe gustul burgheziei. Opera d-sale reflecta lumea morală a burgheziei.
Nici o clipă nu străbate în rândurile care exprimă principiile etico-educative ale poetului-părinte, măcar o vagă bănuială că egoismul înseamnă singurătate și că singurătatea e slăbiciune, că sprijinul cel mai puternic în clipele grele ale vieții e idealul de mai bine care-l leagă pe om de ceilalți semeni, e tocmai sentimentul de solidaritate, de dragoste față de oameni, de răspundere față de semeni. Nimic din toate acestea. (...) Și iată că în peisajul liric al d-lui Arghezi își face loc tocmai acest egoism antisocial.
Poporul, leagăn milenar al luptei pentru păstrarea vieții colective, pentru libertate, pentru mersul înainte al omului, apare în poezia lui Arghezi “clădindu-și slăvi și veacuri din nimic. Acest popor, Arghezi îi infiltrează în suflet ideea că a gusta viața e un păcat. (...) Predică poporului în poeziile sale dezamăgirea, dezgustul de viață, deznădejdea, într-un cuvânt, pesimismul, psihologia înfrântului.
Mulți ani mai târziu, Toma afirma că nu făcuse altceva decât să execute o comandă a conducerii organelor de partid, cărora li se părea că Arghezi e refractar principiului aplicării în literatura sa a normelor realismului socialist.
În 1960 a început la rândul său să fie anchetat de organele de partid în legătură cu activitatea sa în decursul celui de al Doilea Război Mondial. Tot în 1960 a fost transferat în funcția de redactor principal la Editura științifică, unde a lucrat până la pensionare, în 1975. După circa doi ani de verificări a Comisiei Controlului de Partid, în anul 1963 Sorin Toma a fost exclus din Partidul Comunist pe motivul: "dezertarea din munca de partid în anul 1940 și apoi din armata sovietică în timpul războiului fascist, pentru comportarea sa lașă pe teritoriul sovietic cotropit vremelnic de fasciști și pentru ascunderea în mod premeditat a faptelor sale nedemne în fața partidului".
În anul 1970, situația politică a lui Sorin Toma este reanalizată de către Colegiul Central de Partid prin intermediul Secretariatului Comitetului Central al Partidului Muncitoresc Român, care a aprobat cererea de reprimire depusă de Toma. La data de 19 aprilie 1970, organizația de bază de care aparținea, a discutat și dezbătut cererea și, ca urmare, Sorin Toma a redevenit membru al PCR.

### În Israel
A emigrat în Israel în 1979. După 1989 a publicat volumul memorialistic „Privind înapoi. Amintirile unui fost ziarist comunist, redactor-șef al Scânteii din 1947 până în 1960” (București, Editura Compania, 2004). 
A fost căsătorit cu Ana Toma.

## Distincții
- Ordinul „Steaua Republicii Populare Române” clasa a II-a (18 august 1951) pentru merite în activitatea de membru al redacției ziarului „Scânteia”[14]
- Medalia „A cincea aniversare a Republicii Populare Române” (24 decembrie 1952) „pentru lupta și munca duse în vederea făuririi, consolidării și prosperării Republicii Populare Române”[15]
- Ordinul „23 August” clasa a III-a (12 august 1959) „pentru îndelungată activitate în mișcarea muncitorească, pentru contribuția activă la răsturnarea dictaturii militaro-fasciste și instaurarea regimului democrat-popular, pentru merite deosebite în opera de construire a socialismului”[16]